# Elecciones generales de Antigua y Barbuda de 1989
Las elecciones generales de Antigua y Barbuda de 1989 tuvieron lugar el 9 de marzo del mencionado año con el objetivo de renovar los diecisiete escaños de la Cámara de Representantes, con base en cuya composición se integró el Senado, configurando el Parlamento de Antigua y Barbuda para el período 1989-1994. Fueron las segundas elecciones desde la independencia de Antigua y Barbuda, así como las décimas elecciones regulares de la historia antiguana y las novenas bajo sufragio universal.
Se trató de las últimas elecciones en las que el gobernante Partido Laborista de Antigua (ALP), en el poder desde 1976, contendió liderado por el primer ministro Vere Bird, quién lo había presidido desde su fundación en 1946. Bird llegó a las elecciones cuestionado por su estado de salud, ante la creciente sensación de que se encontraba senil, y que sus hijos, Vere Bird Jr. y Lester Bird, tenían poder sobre él. Mientras tanto, la oposición comenzó un lento proceso de reorganización partidaria después de las debacles electorales de los años anteriores, con los retiros definitivos de George Walter y Robert Hall. Baldwin Spencer, dirigente sindical y miembro del Movimiento Popular Unido (UPM), se alió con el Partido Nacional Democrático (NDP) del cirujano Ivor Heath para fundar el Partido Democrático Nacional Unido (UNDP), que disputó todas las circunscripciones en la isla de Antigua. El izquierdista Movimiento Caribeño de Liberación de Antigua (ACLM) también volvió a presentar candidaturas. El alejamiento de la coyuntura política de Antigua respecto de la de Barbuda se vio reflejado en que la circunscripción de esta última isla fue disputada únicamente por partidos locales.
El ALP revalidó su mayoría calificada por aplastante margen con un 63,85% de los votos válidos y 15 de los 17 escaños parlamentarios, garantizando la reelección de Bird para un séptimo período en la jefatura de gobierno del archipiélago. El UNDP logró obtener el 30,96% y Spencer resultó electo parlamentario en St. John's Rural West, asumiendo como líder de la Oposición al haber sido el único candidato del partido que tuvo éxito en ser electo. Eric Burton, que ejercía como parlamentario por Barbuda y ocupaba el cargo de líder de la Oposición, sufrió una contundente derrota mientras buscaba la reelección como candidato del Movimiento Democrático de Barbuda (BDM). Hilbourne Frank, del recién fundado Movimiento Popular de Barbuda (BPM), resultó electo con contundencia y marcó la irrupción del BPM como fuerza dominante de la política barbudense. El ACLM obtuvo el 1,96% de los votos y ninguno de sus candidatos resultó electo, mientras que le Movimiento de Independencia de Barbuda (BIM) se ubicó tercero detrás de Frank y Burton, y el resto de los votos fue a parar a candidatos independientes en Antigua. La participación fue del 60,72% del electorado registrado, un poco más baja que en las anteriores elecciones.
Existieron serios cuestionamientos a los resultados de las elecciones, con evidencia de que el ALP abusó de los recursos del Estado y mantuvo un férreo control sobre el proceso electoral a través del organismo supervisor designado por el gobierno. Se denunciaron casos de intimidación policial y soborno durante la jornada de votación, así como algunas evidencias de fraude electoral abierto. Una petición judicial por parte del UNDP logró que se anularan los resultados en una circunscripción, pero la negativa del gobierno a acceder a discutir una reforma electoral llevó a que la oposición boicoteara la elección parcial resultante, permitiendo al ALP conservar el escaño sin oposición.
Frente a los cuestionamientos en torno a su salud y una serie de huelgas encabezadas por la oposición en 1992, a la par de un conflicto interno en el ALP, Bird finalmente anunció que se retiraría al término de su séptimo mandato (el tercero como primer ministro). Después de las elecciones de 1994 fue sucedido por su hijo, Lester Bird.

## Contexto
Las elecciones de 1984, primeras desde la independencia de Antigua y Barbuda, dieron al dominante Partido Laborista de Antigua (ALP) uno de los triunfos más aplastantes en su historia, obteniendo la victoria en la totalidad de las circunscripciones que representaban a la isla de Antigua y controlando 16 de los 17 escaños parlamentarios. El resultado facilitó la reelección del primer ministro Vere Bird, principal líder político del país durante las anteriores cuatro décadas, para un sexto mandato como jefe de Gobierno. No obstante, el mandato subsiguiente se caracterizó por los crecientes cuestionamientos en torno a su idoneidad para seguir gobernando, a medida que envejecía, y a los rumores de una lucha dentro de su poderosa familia por el control del partido y el Estado, en general liderada por sus hijos, Vere Bird Jr. y Lester Bird. El período también vio un crecimiento de las acusaciones de corrupción y autoritarismo en contra del régimen, y oposición comenzó lentamente un proceso de reorganización partidaria. Hasta entonces los principales partidos opositores habían sido el Movimiento Popular Unido (UPM), encabezado por el expremier George Walter, y el Movimiento Laborista Progresista (PLM) del exvicepremier Robert Hall. Sin embargo, para mediados de la década de 1980 ambos dirigentes se habían retirado y empezaban a surgir los nuevos liderazgos del sindicalista Baldwin Spencer (del UPM) y el cirujano Ivor Heath, vinculado a la clase media liberal y fundador del pequeño Partido Democrático Nacional (NDP). En 1986, el UPM y el NDP se unificaron en el Partido Democrático Nacional Unido (UNDP).
El conflicto interno en el ALP se agravó a medida que la salud de Bird se deterioraba y se dirimía la lucha entre sus hijos por su sucesión, con la intervención de sectores internos que buscaban una eventual transición del partido más allá de la familia Bird, siendo estas facciones las encabezadas por el ministro de Trabajo Adolphus Freeland y el ministro de Fiananzas John St. Luce. El bastión de apoyo a Vere Bird Jr. fue su buena relación con el pequeño ejército, que contaba con 200 efectivos para finales de la década, mientras que Lester Bird contaba con el respaldo de la mayoría de la facción civil. En 1987, un escándalo en torno a la pavimentación de un aeropuerto de 11,5 millones de dólares envolvió a Vere Jr. y debilitó su posición interna ante Lester, que logró reunir el apoyo de la mayoría del gabinete (incluso de figuras que más tarde se opondrían a su eventual liderazgo) en contra de su hermano, con la lucha comenzando a dirimirse a su favor. Ambos hermanos se enfrentaron constantemente en ataques públicos, e incluso surgieron rumores y temores de que podría desatarse un conflicto violento.
Mientras tanto, la situación regional para el régimen de Bird se debilitó. Para 1989, Bird era el último de los líderes políticos fundacionales y luchadores sindicales por la independencia del Caribe anglófono que continuaba en el poder, y su eventual muerte o retiro se consideraban inminentes. A medida que Lester Bird se perfilaba como eventual sucesor de su padre, aumentó el recelo de los Estados Unidos y el Reino Unido (principales apoyos internacionales del gobierno) hacia su figura, considerándolo demasiado izquierdista y corrupto. El recién fundado UNDP, principal fuerza de la oposición, comenzó a percibir signos de apoyo internacional a su causa, al punto que Heath recibió una invitación oficial para visitar Londres y fue recibido como líder de la Oposición (pese a no ocupar formalmente el cargo), lo que desató acusaciones de injerencia extranjera por parte del gobierno antiguano y la prensa oficialista. La década de 1980 también vio un aumento y consolidación del regionalismo en Barbuda, provocado por el creciente descontento por la venta de arena por parte del régimen de los Bird a una empresa de extracción. La empresa pagó a Barbuda (una dependencia y región autónoma dentro del Estado) algo más que un dólar por yarda cúbica y revendía la arena en todo el Caribe por hasta 23 dólares por yarda cúbica. El Movimiento Popular de Barbuda, partido que controlaba el Consejo de Barbuda desde 1978 bajo el liderazgo de Hilbourne Frank, se registró para disputar las elecciones nacionales por primera vez de cara a 1989, denunciando que el gobierno de los Bird estaba «estafando» a Barbuda. A pesar de los factores que condujeron a un crecimiento de la oposición, la posición del propio Bird no se vio cuestionada, y se esperaba que ganara las elecciones con relativa facilidad.

## Sistema electoral
| Mapa                       | Circunscripción            | Parlamentarios  | Parlamentarios | Parlamentarios |
| -------------------------- | -------------------------- | --------------- | -------------- | -------------- |
|                            | St. John's City West       | Henderson Simon |                | ALP            |
| St. John's City East       | John St. Luce              |                 | ALP            |                |
| St. John's City South      | Christopher O'Mard         |                 | ALP            |                |
| St. John's Rural West      | Donald Christian           |                 | ALP            |                |
| St. John's Rural South     | Vere Bird Jr.              |                 | ALP            |                |
| St. John's Rural East      | Lester Bird                |                 | ALP            |                |
| St. John's Rural North     | Vere Bird                  |                 | ALP            |                |
| St. Mary's North           | Molwyn Morgorson Joseph    |                 | ALP            |                |
| St. Mary's South           | Hugh Charlesworth Marshall |                 | ALP            |                |
| All Saints East & St. Luke | Eustace Cochrane           |                 | ALP            |                |
| All Saints West            | Hilroy Humphreys           |                 | ALP            |                |
| St. George                 | Adolphus Freeland          |                 | ALP            |                |
| St. Peter                  | Joseph Myers               |                 | ALP            |                |
| St. Philip North           | Robin Kensworth Yearwood   |                 | ALP            |                |
| St. Philip South           | Reuben Henry Harris        |                 | ALP            |                |
| St. Paul                   | Ernest Williams            |                 | ALP            |                |
| Barbuda                    | Eric Burton                |                 | Ind.           |                |

Las elecciones se realizaron bajo el texto constitucional de 1981 y la Ley de Representación del Pueblo del 31 de octubre de 1975. Bajo este marco constitucional, Antigua y Barbuda era una monarquía constitucional dentro de la Mancomunidad de Naciones con un sistema parlamentario basado en el modelo Westminster. La reina Isabel II era la Reina de Antigua y Barbuda y jefa de estado ceremonial, representada localmente por el Gobernador General Wilfred E. Jacobs, mientras que el jefe de Gobierno y titular efectivo del poder ejecutivo recaía en la figura de un primer ministro sometido a la confianza del Parlamento bicameral compuesto por la Cámara de Representantes elegida por voto popular mediante escrutinio mayoritario uninominal para un mandato máximo de cinco años y un Senado designado con base en los resultados de las elecciones de la Cámara.
La Cámara de Representantes se compone de diecisiete escaños elegidos por escrutinio mayoritario uninominal. El país se encuentra dividido en diecisiete circunscripciones, cada una de las cuales está representada por un miembro del Parlamento elegido por simple mayoría de votos. El partido o grupo político que logre sumar una mayoría de al menos nueve de los diecisiete escaños forma gobierno y designa al primer ministro, mientras que el líder del partido con más escaños que no forme parte del gobierno ocupa el cargo de líder de la Oposición. El Senado, por su parte, se compone también de diecisiete escaños enteramente designados por el Gobernador General en representación del monarca y siguiendo determinados consejos. Diez senadores se designan por consejo del primer ministro, cuatro por consejo del líder de la Oposición y tres en representación de Barbuda, designados a la razón de uno por consejo del primer ministro, uno por el Concejo de Barbuda y otro a discreción del Gobernador General.
Todos los ciudadanos de la Mancomunidad de Naciones de al menos dieciocho años de edad que posean los requisitos de residencia o domicilio tienen derecho a votar en las elecciones a la Cámara de Representantes. Por su parte, los ciudadanos que tengan al menos veintiún años de edad, hayan residido en el país durante un mínimo de doce meses inmediatamente anteriores al día de la nominación y sean capaces de hablar y leer el idioma inglés con fluidez suficiente para permitirles participar activamente en los procedimientos parlamentarios están calificados para convertirse en miembros del Parlamento. Están inhabilitadas las personas que deban lealtad a un Estado extranjero, los que tengan una quiebra sin liberal, las personas declaradas mentalmente insanas, condenadas a muerte o prisión por un período de al menos doce meses, y aquellos relacionados con delitos electorales o culpables de ciertos delitos dentro de los diez años anteriores. El mandato parlamentario es incompatible con determinados cargos públicos, responsabilidades electorales y el cargo de ministro de religión.

## Resultados

### Nivel general
|  | 63.85 % |

|  | 30.96 % |

|  | 1.96 % |

|  | 1.37 % |

|  | 0.67 % |

|  | 0.32 % |

|  | 0.87 % |

|  | 99.37 % |

|  | 0.63 % |

|  | 100.00 % |

|  | 60.72 % |

### Resultados por circunscripción
|  | 56.31 % |

|  | 39.37 % |

|  | 4.32 % |

|  | 99.58 % |

|  | 0.42 % |

|  | 100.00 % |

|  | 55.20 % |

|  | 89.21 % |

|  | 8.18 % |

|  | 2.61 % |

|  | 99.11 % |

|  | 0.89 % |

|  | 100.00 % |

|  | 69.05 % |

|  | 55.82 % |

|  | 37.80 % |

|  | 6.37 % |

|  | 99.34 % |

|  | 0.66 % |

|  | 100.00 % |

|  | 53.69 % |

|  | 53.03 % |

|  | 46.97 % |

|  | 99.07 % |

|  | 0.93 % |

|  | 100.00 % |

|  | 55.25 % |

|  | 74.86 % |

|  | 23.39 % |

|  | 1.75 % |

|  | 99.04 % |

|  | 0.96 % |

|  | 100.00 % |

|  | 56.19 % |

|  | 76.72 % |

|  | 20.42 % |

|  | 1.75 % |

|  | 99.35 % |

|  | 0.65 % |

|  | 100.00 % |

|  | 58.28 % |

|  | 69.23 % |

|  | 30.77 % |

|  | 99.26 % |

|  | 0.74 % |

|  | 100.00 % |

|  | 67.89 % |

|  | 58.48 % |

|  | 38.05 % |

|  | 2.37 % |

|  | 1.10 % |

|  | 99.23 % |

|  | 0.77 % |

|  | 100.00 % |

|  | 60.43 % |

|  | 56.06 % |

|  | 29.87 % |

|  | 10.71 % |

|  | 3.36 % |

|  | 99.53 % |

|  | 0.47 % |

|  | 100.00 % |

|  | 60.96 % |

|  | 52.17 % |

|  | 46.02 % |

|  | 1.81 % |

|  | 99.52 % |

|  | 0.48 % |

|  | 100.00 % |

|  | 58.42 % |

|  | 66.58 % |

|  | 31.33 % |

|  | 2.10 % |

|  | 99.53 % |

|  | 0.47 % |

|  | 100.00 % |

|  | 68.97 % |

|  | 62.04 % |

|  | 35.67 % |

|  | 2.28 % |

|  | 99.83 % |

|  | 0.17 % |

|  | 100.00 % |

|  | 64.52 % |

|  | 89.64 % |

|  | 5.92 % |

|  | 4.44 % |

|  | 99.18 % |

|  | 0.82 % |

|  | 100.00 % |

|  | 56.92 % |

|  | 82.06 % |

|  | 16.34 % |

|  | 1.61 % |

|  | 99.25 % |

|  | 0.75 % |

|  | 100.00 % |

|  | 63.59 % |

|  | 63.04 % |

|  | 36.96 % |

|  | 99.59 % |

|  | 0.41 % |

|  | 100.00 % |

|  | 69.86 % |

|  | 80.08 % |

|  | 19.92 % |

|  | 99.59 % |

|  | 0.41 % |

|  | 100.00 % |

|  | 59.99 % |

|  | 57.91 % |

|  | 28.57 % |

|  | 13.52 % |

|  | 99.43 % |

|  | 0.57 % |

|  | 100.00 % |

|  | 72.23 % |